# Jorge Zabalza
Pour les articles homonymes, voir Zabalza (homonymie).
Jorge Pedro Zabalza Waksman (né le 30 novembre 1943 à Minas, Uruguay et mort le 23 février 2022 à Montevideo) est un ex-dirigeant du Mouvement de libération nationale - Tupamaros (MLN-T) uruguayen et ancien président de l'Assemblée départementale (Junta Departamental) de Montevideo.

## Biographie
Jorge Zabalza est le fils de Pedro Zabalza Arrospide (es), dirigeant du Parti national (blanco) dans le département de Lavalleja, membre éphémère du Conseil national du gouvernement en 1958-59 et l'un des cadres blancos importants ayant participé à la création du mouvement Pour la patrie de Wilson Ferreira Aldunate (es). Selon le sociologue Adolfo Garcé:
«  Les prolétaires n'ont, comme le dit Marx, que leurs chaînes à perdre. Zabalza n'a pas perdu ses chaînes, il a abandonné beaucoup plus, beaucoup plus que la perte d'un frère ou treize années durant lesquelles il a souffert les tortures les plus insolites, les plus épouvantables. Zabalza a abandonné un futur d'homme puissant, influent politiquement et riche. Son père était membre du Conseil national du gouvernement. Il faisait partie des dix hommes politiques les plus influents du pays. Zabalza a commis un suicide de classe. »
Jorge Zabalza milita à la Fédération anarchiste uruguayenne (FAU) avant de participer à la fondation des Tupamaros. Il participa au commando de la colonne de l'intérieur des Tupamaros, dirigée par Raúl Sendic, qui effectua le plus gros braquage de l'histoire de l'Uruguay, le 18 février 1969, contre le casino de San Rafael à Punta del Este, au cours duquel 55 millions de pesos uruguayens (l'équivalent de 400 000 dollars américains à l'époque) ont été pris. Son frère, Ricardo Zabalza Waksman, également Tupamaro, fut quant à lui assassiné par la police lors de la prise de Pando du 8 octobre 1969. Son cousin, Guillermo Waksman (1935-2008), était journaliste à Brecha.
Fait prisonnier plus d'un an avant le coup d'État de juin 1973, il est emmené le 26 juin 1972, avec huit autres Tupamaros, dont Eleuterio Fernández Huidobro et Alicia Rey, la compagne d'Amodio Pérez (dévoilé par la suite en tant que « traître », ce dernier s'étant rallié à la police), à la caserne du Bataillon Florida pour négocier la reddition totale des Tupamaros.
Il devient ensuite l'un des otages de la dictature, aux côtés d'autres dirigeants tupamaros tel Raúl Sendic ou Fernández Huidobro, prêt à être tué à la moindre action des Tupamaros. Durant douze années, il a ainsi été détenu et torturé dans plusieurs casernes militaires.

## Transition démocratique
Au retour de la démocratie, il finit par appuyer l'option légaliste prônée par Raúl Sendic, qui mena à la création du Mouvement de participation populaire (MPP). Il fut élu en 1994 sur la liste 609 (MPP, etc.), devenant président de l'Assemblée départementale (Junta departamental) de Montevideo sous le second gouvernement Sanguinetti (1995-2000), qui poursuivit une politique néolibérale.
Zabalza quitta en 1995 le Mouvement de libération nationale - Tupamaros (MLN-T), tout en restant membre du MPP et de la CI (Corriente de Izquierda, Courant de gauche), fondée  en 1997 par le MLN-T, le MPP et d'autres groupes radicaux, et continuant à représenter le MPP en tant que président de l'Assemblée départementale. Il commençait à s'opposer aux Tupamaros José Mujica et Eleuterio Fernández Huidobro, dont il reprochait l'orientation réformiste, suivi en cela par l'indépendant Helios Sarthou, avocat spécialisé en droit du travail.
En 1997, le maire Mariano Arana (fondateur de Vertiente Artiguista, membre du Front large), proposa la privatisation de l'Hôtel Casino Carrasco. Au cours d'une assemblée, le MPP avait voté contre cette privatisation, mais Mujica et d'autres dirigeants Tupamaros poussèrent Zabalza à appuyer la privatisation, ou du moins à s'abstenir , à la suite de pressions émises par le président du Front large, Tabaré Vázquez . Zabalza s'y opposa cependant, obéissant à la décision du MPP. Cette décision provoqua l'échec de la privatisation et la démission de Tabaré Vázquez, en septembre 1997, de la présidence du Front large, qui réclamait la soumission des composantes du Front aux décisions prises à la majorité. Par ailleurs, le MLN-T décida alors que son alliance avec l'extrême-gauche au sein du Courant de gauche était incompatible avec ses engagements au sein du Front, et décida donc, en novembre 1998, de s'en retirer; au cours du IVe Congrès du MPP (février 1999), celui-ci décida d'accorder la possibilité de la double adhésion, au MPP et au Courant de gauche, à ses membres, ce dont profitèrent Zabalza et Helios Sarthou.
Finalement, l'affaire du Casino, jointe avec le discours du président de l'Assemblée départementale Zabalza, en mars 1997, lors de l'accueil du président Jacques Chirac en visite officielle, conduisit le maire Mariano Arana à exiger la démission de Zabalza. Ce dernier, tout en évoquant l'amitié franco-uruguayenne, critiqua les essais nucléaires du Mururoa ainsi que la politique de Gaseba, une filiale de Gaz de France issue de la privatisation, en 1995, de la compagnie de gaz uruguayenne, qui venait de licencier 190 employés sur 430. Enfin, il exigea que la dépouille de Vaimaca Pirú, dernier chef Charrúa, conservée au Musée de l'Homme, fut rapatriée en Uruguay. Bien que Chirac n'ait pas manifesté d'agacement (et accepta le transfert de Pirú), ces critiques scandalisèrent le maire Arana. Forcé à la démission, Zabalza s'éloigna ainsi du MPP, emmenant avec lui Mario De León, Roberto Villanueva et Washington Muñiz . Avec Sarthou, il finit par rejoindre l'Assemblée populaire, un parti d'extrême-gauche.
À la suite de la visite du président George W. Bush en Uruguay, et de l'arrestation pour « sédition » de l'étudiant Fernando Masseilot, Zabalza brûla en direct, sur la Chaîne 4, le 16 avril 2007, un drapeau des États-Unis.

## Cero a la izquierda(2007)
Une biographie de Federico Leicht, intitulée Cero a la izquierda (2007), suscita la controverse, Jorge Zabalza y racontant certains détails des manifestations du 24 août 1994 devant l'hôpital Filtro, durant lequel des manifestations eurent lieu contre l'extradition de trois Basques accusés d'appartenir à l'ETA.
Zabalza racontait notamment que l'ETA avait participé au financement d'une radio du MLN-T dans les années 1980, et que les manifestations auraient été l'opportunité d'utiliser la « force militante » accumulée afin de se confronter au pouvoir, d'effectuer un « baptême du feu » pour les jeunes militants, afin de maintenir ouvert l'« horizon insurrectionnel » et le questionnement radical de l'ordre social, un bus rempli de cocktails molotov ayant été préparé par le MLN-T. Ceux-ci ne furent toutefois pas utilisés, peut-être à la déception de Zabalza, qui quitta le MLN-T l'année suivante. De telles « révélations » (qualifiées de « mensonges » par le MLN-T) avaient sans doute pour objet de gêner les membres du MLN-T engagés dans un processus réformiste, tels José Mujica, et Fernández Huidobro, en soulignant certaines prises de position révolutionnaires des Tupamaros au cours des années 1980 et 1990.
Le MLN-T a réagi négativement à ce livre qui révélait certaines discussions internes des Tupamaros lors de la transition démocratique, et qui conduit notamment à souligner ce que Zabalza considère comme pur réformisme social-démocrate, tandis que la direction du MLN (dont, par exemple, le député Juan José Domínguez (es), qualifient de processus révolutionnaire progressif, passant par la voie électorale.
Par ailleurs, la liste 15 du Parti colorado a porté plainte contre X à la suite de la publication de ce livre, visant par là les dirigeants des Tupamaros, en les accusant plus ou moins explicitement de « sédition », événement qui provoqua une bagarre au Parlement.